# Joc cu lume deschisă

Captură de ecran din jocul video The Elder Scrolls IV: Oblivion, în care se poate observa vastul teritoriu din jurul jucătorului, gata de a fi explorat.

Un joc cu lume deschisă (sau Open World, uneori și Free-roaming) este un tip de jocuri video în care jucătorul poate să se miște liber într-o lume virtuală. Deși termenul Sandbox este considerat un sinonim, acesta se referă mai mult la mecanica jocului și cum, ca și în lumea reală în cutia cu nisip, jucătorul poate fi amuzat de abilitatea sa de a se juca creativ, cum dorește, fără o cale corectă.
Jocurile cu lumi deschise sau în care jucătorii au libertate de mișcare lipsesc în mod tipic de structuri de nivel precum pereți și uși blocate sau pereți invizibili în zonele mai deschise care împiedică jucătorul să pătrundă dincolo de ei; doar la marginile unui joc cu lume deschisă jucătorii vor fi limitați de caracteristici geografice precum oceane vaste sau munți inaccesibili. Jucătorii de obicei nu se confruntă cu ecrane de încărcare comune în designurile lineare de nivel când se deplasează în jurul lumii jocului, cu jocul cu lume deschisă utilizând tehnici strategice de stocare și memorie pentru a încărca lumea jocului într-un mod dinamic și lipsit de suduri. Jocurile cu lume deschisă totuși impun multe restricții în mediul de joc, fie din cauza limitărilor tehnice absolute, fie din cauza limitărilor în joc impuse de liniaritatea acestuia.
În timp ce deschiderea lumii de joc este un aspect important al jocurilor cu lumi deschise, atractivitatea principală a acestora constă în oferirea jucătorului de autonomie - nu atât libertatea de a face orice doresc în joc (ceea ce este aproape imposibil cu tehnologia actuală de calcul), cât abilitatea de a alege cum să abordeze jocul și provocările acestuia în ordinea și maniera pe care jucătorul o dorește, în timp ce totuși este constrâns de regulile jocului. Exemple de nivel înalt de autonomie în jocuri pe calculator pot fi găsite în jocurile de rol online masiv multiplayer (MMORPG) sau în jocurile single-player care respectă conceptul de lume deschisă, cum ar fi seria Fallout. Atractivitatea principală a gameplay-ului cu lume deschisă constă în faptul că furnizează o realitate simulată și permite jucătorilor să-și dezvolte personajul și comportamentul în direcția și ritmul ales de ei înșiși. În aceste cazuri, adesea nu există un obiectiv sau sfârșit concret al jocului, cu toate că poate exista o poveste principală, cum ar fi în jocuri precum The Elder Scrolls V: Skyrim.

## Gameplay și design
O lume deschisă este un nivel sau joc proiectat ca non-liniar, cu zone deschise și multiple căi de a atinge un obiectiv. Unele jocuri sunt concepute cu niveluri atât tradiționale, cât și cu lumi deschise. O lume deschisă facilitează o explorare mai extinsă decât o serie de niveluri mai mici, sau un nivel cu provocări mai lineare. Criticii au evaluat calitatea unei lumi deschise pe baza existenței unor modalități interesante pentru jucător de a interacționa cu nivelul mai amplu atunci când ignoră obiectivul principal. Unele jocuri folosesc chiar setări reale pentru a modela o lume deschisă, cum ar fi New York City.
Una dintre principalele provocări de design este să echilibreze libertatea unei lumi deschise cu structura unei povești dramatice. Deoarece jucătorii pot realiza acțiuni pe care designerul jocului nu le-a anticipat, scriitorii jocului trebuie să găsească modalități creative de a impune o poveste jucătorului fără a interveni în libertatea acestuia. Prin urmare, jocurile cu lumi deschise vor împărți uneori povestea jocului într-o serie de misiuni sau vor avea o poveste mult mai simplă în ansamblu. Alte jocuri oferă în schimb misiuni secundare jucătorului care nu perturbă povestea principală. Majoritatea jocurilor cu lumi deschise fac din personaj o tablă goală pe care jucătorii o pot proiecta cu propriile lor gânduri, deși unele jocuri precum Landstalker: The Treasures of King Nole oferă mai mult dezvoltare a personajului și dialog. În 2005, David Braben a descris structura narativă a jocurilor video actuale ca fiind "puțin diferită de poveștile filmelor cu Harold Lloyd din anii 1920" și a considerat poveștile cu adevărat deschise ca fiind "Sfântul Graal" pentru a cincea generație de jocuri. Manveer Heir, designer de gameplay, care a lucrat la Mass Effect 3 și Mass Effect Andromeda pentru Electronic Arts, a declarat că există dificultăți în proiectarea unui joc cu lume deschisă, deoarece este dificil de prezis cum jucătorii vor aborda rezolvarea provocărilor de gameplay oferite de un design, în contrast cu o progresie liniară, și trebuie să fie un factor în dezvoltarea jocului de la început. Heir a opinat că unele dintre eșecurile critice ale lui Andromeda au fost datorate adăugării lumi deschise într-un stadiu târziu al dezvoltării.
Unele jocuri cu lumi deschise, pentru a ghida jucătorul către evenimentele majore ale poveștii, nu oferă întregul harta a lumii la începutul jocului, ci cer jucătorului să îndeplinească o sarcină pentru a obține o parte a hărții, identificând adesea misiuni și puncte de interes atunci când consultă harta. Acest aspect a fost denumit peiorativ "turnurile Ubisoft", deoarece această mecanică a fost promovată în seria Assassin's Creed a Ubisoft (jucătorul urcă pe un turn mare pentru a observa peisajul din jur și pentru a identifica puncte de referință din apropiere) și reutilizată în alte jocuri Ubisoft, inclusiv Far Cry, Might & Magic X: Legacy și Watch Dogs. Alte jocuri care utilizează această abordare includ Middle-earth: Shadow of Mordor, The Legend of Zelda: Breath of the Wild și Marvel Spider-Man. Jocurile Rockstar precum GTA IV și seria Red Dead Redemption blochează anumite secțiuni ale hărții ca fiind "baricadate de forțele de ordine" până când se atinge un punct specific în poveste.
Jocurile cu lumi deschise oferă de obicei jucătorilor vieți infinite sau continuări, deși unele forțează jucătorul să înceapă de la început dacă mor prea multe ori. Există și riscul ca jucătorii să se rătăcească în timp ce explorează o lume deschisă; astfel, designerii încearcă uneori să împartă lumea deschisă în secțiuni gestionabile. Amploarea jocurilor cu lumi deschise necesită ca dezvoltatorul să detalieze complet fiecare secțiune posibilă a lumii la care jucătorul ar putea avea acces, cu excepția cazului în care sunt utilizate metode precum generarea procedurală. Procesul de design, datorită amploarei sale, poate lăsa numeroase probleme ale lumii jocului, bug-uri, secțiuni incomplete sau alte nereguli pe care jucătorii le pot descoperi și, eventual, putea profita de ele. Termenul "open world jank" a fost folosit pentru a descrie jocurile în care încorporarea elementelor de gameplay cu lume deschisă poate fi slabă, incompletă sau inutilă pentru jocul în sine, astfel încât aceste glitch-uri și bug-uri devin mai evidente, deși în general nu sunt distructive pentru joc, cum ar fi în cazul lui No Man's Sky aproape de lansare.

### Lume deschisă, jocuri tip sandbox, și gameplay emergent
Mecanica jocurilor cu lume deschisă se suprapune adesea cu ideile jocurilor Sandbox, dar acestea sunt considerate concepte diferite. În timp ce lumea deschisă se referă la absența limitelor pentru explorarea lumii jocului de către jucător, jocurile tip nisipar se bazează pe capacitatea de a oferi jucătorului instrumente pentru libertate creativă în cadrul jocului pentru a atinge obiective, dacă astfel de obiective există. De exemplu, Microsoft Flight Simulator este un joc cu lume deschisă, deoarece jucătorul poate zbura oriunde în interiorul lumii hărțuite, dar nu este considerat un joc tip nisipar, deoarece există puține aspecte creative aduse în joc.
Combinația dintre mecanicile de lume deschisă și cele tip nisipar poate duce la apariția gameplay-ului emergent, reacții complexe care apar (fie anticipat, fie neașteptat) din interacțiunea mecanicilor relativ simple ale jocului. Conform lui Peter Molyneux, gameplay-ul emergent apare oriunde un joc are un sistem de simulare bun care permite jucătorilor să joace în lume și să o facă să reacționeze în mod realist la acțiunile lor. Acesta este elementul care a făcut SimCity și The Sims atrăgătoare pentru jucători. De asemenea, posibilitatea de a interacționa liber cu locuitorii orașului în Grand Theft Auto a adăugat o dimensiune suplimentară seriei.
În ultimii ani, designerii de jocuri au încercat să încurajeze jocul emergent furnizând jucătorilor instrumente pentru a extinde jocurile prin propriile acțiuni. Exemple includ browsere web în joc în EVE Online și The Matrix Online; instrumente de integrare XML și limbaje de programare în Second Life; rate de schimb variabile în Entropia Universe; și sistemul complex de obiecte și gramatică utilizat pentru rezolvarea puzzle-urilor în Scribblenauts. Alte exemple de emergență includ interacțiunile dintre fizică și inteligență artificială. Unul dintre provocările care rămâne de rezolvat, totuși, este cum să spui o poveste captivantă utilizând doar tehnologie emergentă.
Într-un articol de opinie pentru BBC News, David Braben, co-creator al Elite, a numit designul de joc cu adevărat deschis "Sfântul Graal" al jocurilor video moderne, citând jocuri precum Elite și seria Grand Theft Auto ca fiind pași timpurii în această direcție. Peter Molyneux a afirmat, de asemenea, că crede că emergența (sau gameplay-ul emergent) este direcția în care se îndreaptă dezvoltarea jocurilor video în viitor. El a încercat să implementeze gameplay-ul emergent într-o mare măsură în unele dintre jocurile sale, în special Black & White și Fable.

### Generarea procedurală a lumilor deschise
Generarea procedurală se referă la conținut generat algoritmic în loc de manual, și este adesea folosită pentru a genera niveluri de joc și alte elemente. Deși generarea procedurală nu garantează că un joc sau o secvență de niveluri este neliniară, ea reprezintă un factor important în reducerea timpului de dezvoltare a jocului și deschide posibilități, făcând posibilă generarea unor lumi de joc mai mari și mai puțin sau mai mult unice, în timp real și cu mai puține resurse. Acest tip de generare procedurală este cunoscut sub numele de construcție de lumi (worldbuilding), în care se folosesc reguli generale pentru a construi o lume credibilă.
Majoritatea jocurilor 4X și roguelike folosesc într-o anumită măsură generarea procedurală pentru a crea niveluri de joc. SpeedTree este un exemplu de unealtă orientată către dezvoltatori folosită în crearea jocului The Elder Scrolls IV: Oblivion și are scopul de a accelera procesul de design al nivelului. Generarea procedurală a făcut, de asemenea, posibilă pentru dezvoltatorii jocului Elite, David Braben și Ian Bell, să încadreze întregul joc — inclusiv mii de planete, zeci de mărfuri comerciale, mai multe tipuri de nave și un sistem economic plauzibil — în mai puțin de 22 de kilobiți de memorie. Mai recent, No Man's Sky a generat procedural peste 18 trilioane de planete, incluzând floră, faună și alte caracteristici care pot fi cercetate și explorate.
1. ↑  „Game Platforms recent news” (în engleză). Game Developer. Accesat în 26 decembrie 2023.
2. ↑  „news” (în engleză). Game Developer. Accesat în 26 decembrie 2023.
3. ↑  Kohler, Chris, „Assassin's Creed And The Future Of Sandbox Games”, Wired (în engleză), ISSN 1059-1028, accesat în 26 decembrie 2023
4. ↑  „Game Platforms recent news” (în engleză). Game Developer. Accesat în 26 decembrie 2023.
5. ↑  „Game Platforms recent news” (în engleză). Game Developer. Accesat în 26 decembrie 2023.
6. ↑  Kohler, Chris, „Review: Why Assassin's Creed Fails”, Wired (în engleză), ISSN 1059-1028, accesat în 26 decembrie 2023
7. ↑  Kohler, Chris, „Review: Why Assassin's Creed Fails”, Wired (în engleză), ISSN 1059-1028, accesat în 26 decembrie 2023
8. ↑  „Sierra unveils Prototype, not the first sandbox adventure | Joystiq”. web.archive.org. 13 noiembrie 2013. Arhivat din original în 4 martie 2012. Accesat în 26 decembrie 2023.
9. ↑  Poole, Steven (2004), Trigger Happy: Videogames and the Entertainment Revolution (în engleză), Arcade Publishing, ISBN 978-1-55970-598-1, accesat în 26 decembrie 2023
10. ↑  „PC Interview: Interview: Freelancer - ComputerAndVideoGames.com”. web.archive.org. 19 august 2012. Arhivat din original în 19 august 2012. Accesat în 26 decembrie 2023.
11. ↑  „news” (în engleză). Game Developer. Accesat în 26 decembrie 2023.
12. ↑  „news” (în engleză). Game Developer. Accesat în 26 decembrie 2023.
13. ↑  „Game Platforms recent news” (în engleză). Game Developer. Accesat în 26 decembrie 2023.
14. ↑  Towards games with the wow factor (în engleză), 31 decembrie 2005, accesat în 26 decembrie 2023
15. ↑  „"I've seen people literally spend $15,000 on Mass Effect multiplayer cards"”, Eurogamer.net (în engleză), 23 octombrie 2017, accesat în 26 decembrie 2023
16. ↑  Editor, Mike Williams Reviews; USgamer (28 martie 2017). „Exploring and Uncovering the Dreaded Ubisoft Tower” (în engleză). VG247. Accesat în 4 ianuarie 2024.
17. ↑  „How Far Cry 5 is shaking itself free from Ubisoft's open-world template” (în engleză). PCGamesN. 28 iunie 2017. Accesat în 4 ianuarie 2024.
18. ↑  published, Dave Meikleham (21 septembrie 2017), „How collectibles, stealth and climbing came to define the Ubisoft open world game”, PC Gamer (în engleză), accesat în 4 ianuarie 2024
19. ↑  „Here's a tip for easily descrambling Spider-Man PS4's towers” (în engleză). Destructoid. 6 septembrie 2018. Accesat în 4 ianuarie 2024.
20. ↑  „Game Platforms recent news” (în engleză). Game Developer. Accesat în 4 ianuarie 2024.
21. ↑  „How a successful game genre became the butt of an internet joke” (în engleză). Inverse. 19 iulie 2020. Accesat în 4 ianuarie 2024.
22. ↑  „How a successful game genre became the butt of an internet joke” (în engleză). Inverse. 19 iulie 2020. Accesat în 4 ianuarie 2024.
23. ↑  „news” (în engleză). Game Developer. Accesat în 4 ianuarie 2024.
24. ↑  „Le Gameplay Emergent” (în franceză). Jeuxvideo.com. 19 ianuarie 2006. Accesat în 4 ianuarie 2024.
25. ↑  „GameSpy.com - Article”. web.archive.org. 14 ianuarie 2009. Arhivat din original la 14 ianuarie 2009. Accesat în 4 ianuarie 2024.
26. ↑  „GameSpy.com - Article”. web.archive.org. 14 ianuarie 2009. Arhivat din original la 14 ianuarie 2009. Accesat în 4 ianuarie 2024.
27. ↑  Towards games with the wow factor (în engleză), 31 decembrie 2005, accesat în 4 ianuarie 2024
28. ↑  „GameSpy.com - Article”. web.archive.org. 14 ianuarie 2009. Arhivat din original la 14 ianuarie 2009. Accesat în 4 ianuarie 2024.
29. ↑  „PC Feature: Games that changed the world: Elite - ComputerAndVideoGames.com”. web.archive.org. 11 februarie 2007. Arhivat din original în 11 februarie 2007. Accesat în 4 ianuarie 2024.
30. ↑  Khatchadourian, Raffi (11 mai 2015), „The Galaxy-Sized Video Game”, The New Yorker (în engleză), ISSN 0028-792X, accesat în 4 ianuarie 2024